# Brígido Iriarte
Brígido Iriarte (Naiguatá extinto Distrito Federal, Venezuela, 1921 - Caracas, 6 de enero de 1984) fue un destacado multiatleta ganador de la medalla de oro en salto con garrocha en los Juegos Bolivarianos de Caracas en 1951. Mientras cumplía el servicio militar se desempeñó como entrenador en el estado Táchira y fue asesor en mantenimiento de instalaciones de atletismo del Instituto Nacional de Deportes.

## Carrera deportiva
- Compitió en los Juegos Centroamericanos y del Caribe (Barranquilla)
- Juegos Nacionales de Maturín
- Representó a Venezuela en los Juegos Olímpicos de Helsinki 1952
- Juegos Centroamericanos y del Caribe (México 1955)
- Juegos Suramericanos del Brasil
- Juegos Panamericanos de Chicago

Por sus logros se inauguró un estadio que lleva su nombre con motivo de los Juegos Panamericanos de 1983 en la urbanización El Paraíso de Caracas.